# Tong Weng
Tong Weng is een bestuurslaag in het regentschap Pidie van de provincie Atjeh, Indonesië. Tong Weng telt 718 inwoners (volkstelling 2010).